# Branko Ilič
Branko Ilič (Ljubljana, 1983. február 6. –) szlovén válogatott labdarúgó.

## Pályafutása

### A válogatottban
2004 és 2015 között 63 alkalommal szerepelt a szlovén válogatottban és 1 gólt szerzett. Részt vett a 2010-es világbajnokságon.

## Sikerei, díjai
Olimpija Ljubljana
- Szlovén kupa (1): 2002–03

Domžale
- Szlovén bajnok (1): 2006–07

Partizan Beograd
- Szerb bajnok (1): 2014–15